# Грин (остров)
Остров Грин — небольшой остров, расположенный у восточного побережья Антигуа. Это частный остров, который с 1947 года принадлежит Mill Reef Club. Он расположен недалеко от устья залива Нонсуч. 
Полковнику Ричарду Эйресу был предоставлен в аренду остров Грин в 1673 году. К 1731 году он принадлежал Стивену Близарду, а в 1790 году он все ещё принадлежал наследникам Близарда. В 1921 году островом владели наследники Роберта Мэджинли. Мэгинли и три его брата были иммигрантами. на Антигуа из Ирландии и в конечном итоге владели 4500 акрами земли, что сделало их крупнейшими землевладельцами на Антигуа. На Грине была создана плантация, от сахарного завода на Зелёном острове осталось очень мало свидетельств. 

## Географическое описание
Остров Грин расположен у юго-восточного полуострова Антигуа, у южного входа в залив Нонсуч. На материке, Грин-Бей, пролив, похожий на залив к югу от острова, напротив мыса Корк-Пойнт, Грин-Айленд находится всего в 350 метрах от острова Антигуа. В административном отношении он принадлежит приходу Святого Филиппа. 
Сам остров имеет размеры около двух километров с запада на восток; его ширина варьируется двумя обращенными на юг полуостровами в пределах нескольких сотен метров (максимум 650 м), образуя несколько защищенных заливов. В целом остров занимает площадь около 40 га. Прибрежный полуостров заканчивается мысом Человека войны, который является восточной оконечностью Антигуа (как регион, восточная точка главного острова, перешейка Земли), от которого Атлантический океан простирается почти на 4000 километров до примерно широты. Кабо-Верде. Остров возвышается всего на несколько метров над уровнем моря и состоит из тропических зарослей и частично окаймлен скалами, частично чистыми белыми пляжами. По обеим сторонам рифы и скалы впереди, северный риф перекрывает весь залив Нонсуч и простирается до залива Лонг.